# Daniel Fiß
Daniel Fiß  (* 18. Oktober 1992 in Rostock) ist ein deutscher politischer Aktivist der Neuen Rechten. Fiß war von 2016 bis Oktober 2019 stellvertretender Vorsitzender der rechtsextremen Identitären Bewegung.

## Leben
Fiß wurde 1992 in Rostock geboren und ist dort aufgewachsen. Während seiner Jugendzeit war er Mitglied der NPD-Jugendorganisation Junge Nationaldemokraten und nahm an Demonstrationen der „Nationalen Sozialisten Rostock“ teil. Nach eigener Aussage hat er sich von dieser Szene distanziert.
Während seines Studiums der Philosophie und Politikwissenschaft an der Universität Rostock wurde er zum „Regionalleiter“ der Identitären Bewegung in Mecklenburg-Vorpommern. In Rostock gründeten Fiß und andere Aktivisten der IB im Oktober 2016 den Verein Heimwärts e. V. Ziel dieses Vereins ist nach eigenen Angaben der „Schutz von Identität, Heimat und Kultur“. Dazu wolle der Verein durch eigene Aufrufe, Veranstaltungen und Bildungsarbeit Einfluss auf „politische Willensbildung“ in der Presse und Öffentlichkeit nehmen. Auch werde der Erwerb von Räumen oder Immobilien angestrebt.
Die Identitäre Bewegung kündigte 2016 an, ihren Bundessitz von Paderborn nach Rostock zu verlegen. Zu diesem Zeitpunkt war Fiß bereits stellvertretender Bundesvorsitzender der Bewegung. Bis 2016 war Fiß auch Landeschef der Identitären in Mecklenburg-Vorpommern. Bis Ende 2019 war er stellvertretender Bundesvorsitzender der rechtsextremen Organisation.
Fiß betreibt seit 2018 selbstständig eine Grafikdesign-Agentur, die unter anderem Aufträge der AfD bearbeitete.

## Verbindungen zur AfD
Der damalige Co-Landesvorsitzende der AfD Mecklenburg-Vorpommern, Dennis Augustin, zahlte 2018 Fiß rund 1200 Euro für seine Hilfe beim Auftritt in sozialen Medien. Augustin sah keinen Verstoß gegen den geltenden Unvereinbarkeitsbeschluss innerhalb der AfD, der eine Zusammenarbeit der Partei mit der Identitären Bewegung ausschließt.
Im Frühjahr 2019 war er bei dem AfD-Bundestagsabgeordneten Siegbert Droese als Grafikdesigner und im Jahr 2020 bis zum Ende der Legislatur im Landtagsbüro des ehemaligen AfD-Landesvorsitzenden Holger Arppe angestellt.